# Lathyarcha cinctipes
Lathyarcha cinctipes là một loài nhện trong họ Desidae.
Loài này thuộc chi Lathyarcha. Lathyarcha cinctipes được miêu tả năm 1906 bởi Eugène Simon.